# Antonio Daniels
Antonio Daniels   (Columbus, 19 de març de 1975) Antonio Ray Daniels  és un jugador professional de basquetbol que juga als Washington Wizards de l'NBA.
Després de jugar a la Universitat de Bowling Green State, fou seleccionat per als Vancouver Grizzlies (ara Memphis Grizzlies) a la quarta posició Draft de l'NBA del 1997. A part dels Grizzlies, també ha jugat als San Antonio Spurs (guanyant l'anell el 1999), als Portland Trail Blazers, Seattle SuperSonics i 2005-209 als Washington Wizards. Al llarg de la seva carrera ha tingut una mitjana de 7.8 punts i 3.3 assistències per partit.